# Apalis jacksoni
El apalis gorginegro (Apalis jacksoni) es una especie de ave paseriforme de la familia Cisticolidae propia de las montañas de África central y la región de los Grandes Lagos de África.

## Distribución y hábitat
Se disemina por las montañas del África ecuatorial, de Camerún a Kenia, y hasta el norte de Angola por el sur. Su hábitat natural son los bosques húmedos tropicales de montaña, en especial la selva montana de la falla Albertina.